# Bahnivka rmutná
Bahnivka rmutná (Bithynia tentaculata) je sladkovodní předožábrý plž.

## Popis
Ulita vysoká kolem 11 mm a široká okolo 7 mm je vejčitě kuželovitá, obvykle zbarvená hnědě. Coby předožábrý plž má víčko (operkulum).

## Rozšíření
Vyskytuje se téměř v celé Evropě a ve Spojených státech amerických. V České republice se vyskytuje hojně, zejména v nížinách.

## Ekologie
Žije zejména ve stojatých vodách. Pohlaví je oddělené. Samice může klást vajíčka dvakrát ročně. V jedné snůšce jich může být i přes 300. Pro snůšku potřebuje rovný pevný podklad.
Jedná se o častého mezihostitele larválních stádií motolic.
Podle Červeného seznamu IUCN se jedná o druh málo dotčený (LC).

## Galerie

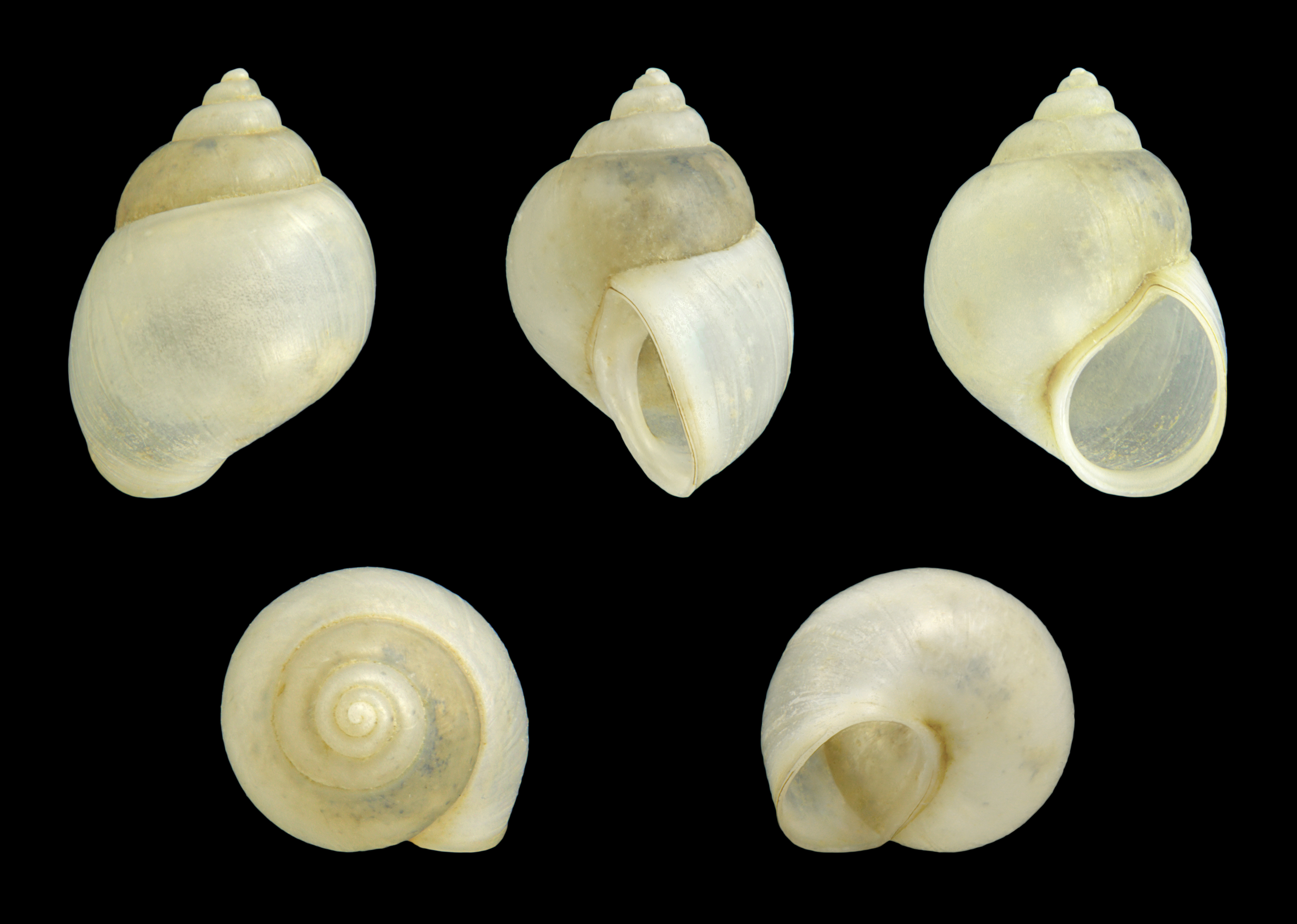
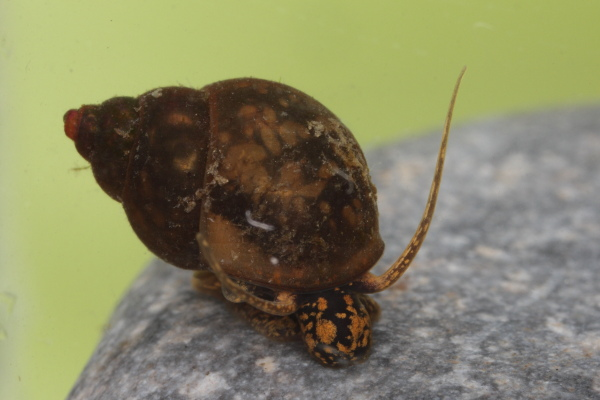
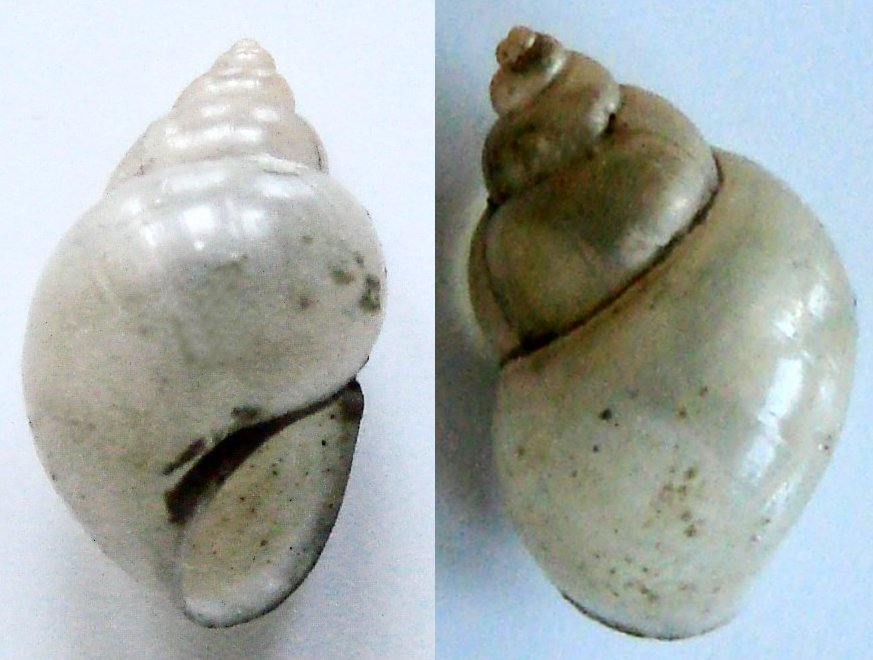
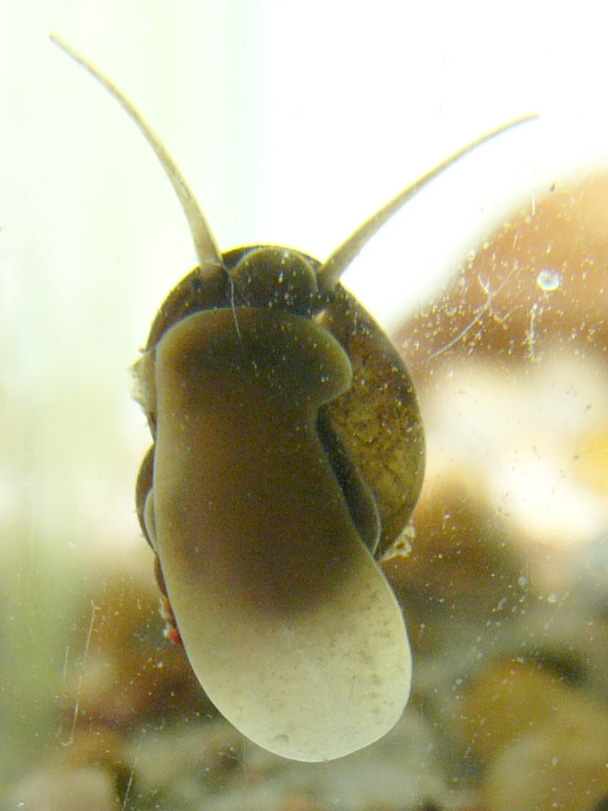